# Apoclea micracantha
Apoclea micracantha är en tvåvingeart som beskrevs av Friedrich Hermann Loew 1856. Apoclea micracantha ingår i släktet Apoclea och familjen rovflugor. Inga underarter finns listade i Catalogue of Life.